# Prêt entre bibliothèques
Le prêt entre bibliothèques (PEB) est un service qui permet aux bibliothèques et centres de documentation d'effectuer une demande de prêt ou de recevoir des demandes d'emprunts pour des documents auxquels ils n'ont pas accès. Les documents sont fournis sous forme de reproductions ou d'originaux.
Il existe plusieurs appellations dans le milieu, dont le traditionnelle prêt inter-bibliothèques (PIB), qui n’est plus guère d’usage courant mais l’expression familière prêt-inter subsiste. Aussi, l'expression prêt réseaux est toujours utilisé.
Les services de PEB collaborent au niveau international et donc dans toutes les langues.
Le développement des bibliothèques numériques, des archives ouvertes et des bouquets de revue contribue à réduire l'activité des services de PEB.

## En Belgique
Le prêt interbibliothèques est une pratique courante dans les bibliothèques publiques de la Communauté française. Il « a pour objectif de fournir dans les meilleurs délais le document recherché par un lecteur d'une bibliothèque locale auprès de laquelle il s'est renseigné et qu'elle ne peut pas lui prêter ». Le prêt interbibliothèques suppose une réciprocité totale et concerne tous les documents qui figure dans les collections (sauf ceux qui se trouvent en salle de consultation, ceux qui appartiennent à des fonds spéciaux, etc.).
Ce type de prêt suit un processus défini. La demande de la bibliothèque locale doit d'abord être adressée à sa bibliothèque principale (et aux autres bibliothèques du réseau). Si elle ne peut fournir le document, elle fera suivre la demande à la bibliothèque centrale. Le cas échéant, la centrale fera suivre la demande vers les autres réseaux.
La bibliothèque emprunteuse est responsable des documents qui lui sont prêtés. Si le document est détérioré ou n'est pas restitué par le lecteur, elle devra rembourser le document selon les règles établies par la bibliothèque prêteuse.
Un service de PEB existe notamment à la Bibliothèque royale, à l'Académie royale et à l'Université de Namur.

## Au Canada

### Bibliothèque et Archives Canada (BAC)
Pour aider les chercheurs, Bibliothèque et Archives Canada (BAC) prête des documents à d’autres institutions canadiennes lorsque le seul exemplaire accessible se trouve dans ses collections. BAC ne prête pas de documents aux particuliers. BAC accorde un « prêt de dernier recours » à une bibliothèque s’il détient le seul exemplaire en circulation d’une monographie, d’une publication en série, d’un microfilm de journaux canadiens ou d’un autre document publié. Beaucoup de documents ne peuvent pas être prêtés selon leur politique en vigueur.

### Réseaux universitaires
Toute la communauté universitaire à travers le pays peut acquérir une carte gratuite (CURBA) pour l’accès à toutes les bibliothèques universitaires canadiennes. L’usager se doit de respecter les règles et politiques de chacune d’elles. C’est surtout la distance (5 514 km d’est en ouest) qui encourage la communauté à utiliser les services de PEB.

### Province de Québec

#### Bibliothèque et Archives nationales du Québec (BAnQ)
En réponse aux demandes de PEB, BAnQ achemine les documents, conformément à ses politiques et procédures internes, par la poste, par messagerie, par télécopieur ou par voie électronique, dans le respect de la Loi sur le droit d’auteur ainsi que des ententes négociées avec ses fournisseurs de ressources documentaires et avec Copibec. BAnQ offre son service de prêt entre bibliothèques gratuitement à ses abonnés à tous les services. Les bibliothèques québécoises profitent aussi de la gratuité du service de prêt entre bibliothèques de BAnQ.

#### Réseaux universitaires
D’abord, grâce au regroupement BCI qui existe depuis 1963, il a eu la création d’un sous-comité des bibliothèques réunissant les 18 universités du Québec : le Partenariat des Bibliothèques Universitaire du Québec (PBUQ).
En 2020, le partenariat des bibliothèques universitaire devient uni avec une plateforme partagée de services (PPS). C’est un système qui permet un accès simplifié et bonifié aux collections et aux services communs et spécialisées, mais surtout un nouvel outil de recherche collectif nommée Sofia.
- Les usagers peuvent lancer une requête dans l’ensemble des collections de leur établissement, élargir les résultats à toutes les bibliothèques universitaires québécoises et voir en temps réel la disponibilité des documents dans chaque établissement.
- Les membres de la communauté universitaire ont un dossier unique pour emprunter dans toutes les bibliothèques universitaires québécoises[6].

Le prêt entre bibliothèque est donc directement intégré au système Sofia, les demandes sont gratuites pour les usagers, et les livres circulent à travers toute la province. C’est 48 660 demandes de prêt qui a été satisfait par le réseau PBUQ en 2019-2020, soit 22 616 documents originaux et 26 031 copies.
Même s’ils ont la même appellation, il existe deux formes de demande de prêt entre bibliothèque. D’abord, les documents présents dans les collections du réseau PBUQ (via Sofia). Puis, les documents qui ne se retrouve pas dans le réseau PBUQ et qui peut être disponible dans le réseau public, ou dans une autre province du pays ou même dans un autre pays, que ce soit une institution universitaire ou non. L’usager doit ainsi remplir un formulaire et fournir un minimum de champs pour que les professionnels des bibliothèques obtiennent le bon document. Le titre, l’auteur, l’année, le ou les chapitres (s’il y a lieu) sont des informations essentielles. Le site du document n’est pas un problème c’est plutôt le contenant ou le type qui peut poser un problème, et il est possible qu’une demande soit refusé, car chaque prêteur on leur politique de prêt.
Pour l’accès aux bibliothèques universitaires du Canada, il existe une carte (BCI) disponible sur demande pour tous les usagers du réseau universitaires québécois pour l’emprunt dans les établissements universitaires canadiens et pour la Bibliothèque et Archives nationales du Québec (BAnQ). En effet, la BAnQ peut agir comme bibliothèque centrale pour l’emprunt de documents ou la reproduction de documents pour toutes les bibliothèques de la Ville de Montréal, mais pas automatiquement pour le réseau universitaire. Ainsi la carte gratuite ajoute une grande collection accessible pour la communauté universitaire.

#### Réseaux publics
Les réseaux de bibliothèques municipales comme celui de la ville de Québec, ou encore certaines bibliothèques dans une même Commission scolaire offrent ce service.
Les Réseaux BIBLIO du Québec, anciennement appelés Centre de services aux bibliothèques publiques (CRSBP), ont mis en place depuis de nombreuses années un système permettant le PIB et le PEB dans chaque réseau, entre réseaux et d'un réseau à une bibliothèque d'un autre type dans tout le Québec. Près de 800 petites bibliothèques affiliées à ces Réseaux BIBLIO sont ainsi reliées et échangent des livres entre elles dans tout le Québec. Comme, dans le reste du Canada, ce service s'appuie sur un transport des livres par Postes Canada à tarifs préférentiels.

## En France
Jusqu'en août 2018, l’originalité du système français était de combiner deux réseaux de prêt entre bibliothèques :
- le réseau de PEB, constitué d'universités et établissements assimilés qui participent globalement ou partiellement à la production du Système universitaire de documentation (Sudoc) ;
- le réseau dit PIB, qui regroupait des bibliothèques publiques et utilisait le Catalogue collectif de France (CCFr).

Le service de fourniture de documents de l'INIST complète ce dispositif.

### Le réseau PEB du Sudoc

#### Pour les établissements déployés
Les établissements déployés dans le Sudoc utilisent le module Supeb qui est une composante du logiciel WinIBW distribué par l'Agence bibliographique de l'enseignement supérieur.
Supeb offre un grand nombre de fonctionnalités avec tout particulièrement :
- l'articulation totale entre la recherche documentaire du catalogue et le déclenchement d'une demande de PEB dans le réseau ;
- la circulation automatique d’une demande de PEB ;
- le chaînage entre bibliothèques qui dépendent d’un même établissement, de façon à centraliser le PEB dans une bibliothèque donnée ;
- la possibilité d'habiliter des usagers à déclencher eux-mêmes leurs demandes PEB via un accès Web tout en conservant un certain contrôle sur les transactions.

#### Pour les établissements Sudoc-PS
Pour les bibliothèques qui ont un faible volume de transactions ou encore pour les bibliothèques qui déclarent leurs collections de périodiques dans le Sudoc mais qui ne possèdent pas le logiciel WinIBW (les établissements Sudoc-PS), un accès professionnel au réseau PEB via le Web de Sudoc est disponible mais pour la fonction demandeur uniquement.

#### Demandes directes des lecteurs
Seuls les établissements qui participent au Sudoc peuvent utiliser le PEB. Cependant, comme indiqué plus haut, un établissement peut habiliter un lecteur à faire des demandes de PEB. Aussi, via l'accès Web du Sudoc et grâce à un login et un mot de passe qui lui aura été remis par sa bibliothèque de rattachement, un lecteur pourra déclencher une demande de PEB à la suite d'une recherche documentaire.

### Le réseau PIB
Le réseau PIB regroupait les bibliothèques publiques en recourant notamment au Catalogue collectif de France, qui disposait lui aussi d’une interface Web permettant aux bibliothèques participantes de déposer leurs demandes en ligne et d’y répondre par le même biais. La Bibliothèque nationale de France, qui pilote ce réseau à travers le CCFr, ferme le service au 31 août 2018.

### Interconnexion des réseaux
Les deux réseaux PEB et PIB fonctionnaient en partenariat, de sorte qu'une bibliothèque universitaire pouvait fournir des documents à une bibliothèque publique et inversement, d’autant que les documents signalés dans le Sudoc le sont également dans le CCFr et que les périodiques des bibliothèques publiques sont généralement signalés dans le Sudoc.
De 2006 à 2018, la Bibliothèque nationale de France proposait à ses lecteurs du rez-de-jardin de faire des demandes de PEB à l’extérieur. Elle-même ne fournit de documents que s’ils ne sont pas conservés ailleurs, et les demandes sont traités par le service de reproduction. Ce service reste disponible au-delà d'août 2018.

## Au Royaume-Uni
Si de nombreuses bibliothèques britanniques assurent le prêt entre bibliothèques, le service le plus connu est le British Library Document Supply Center (BLDSC), géré par la British Library. Ce service est utilisé par de nombreuses bibliothèques européennes.

## En Suisse
le Réseau des bibliothèques de Suisse occidentale (RERO) propose à ses usagers un système de PEB avec pour fonctionnalité principale la commande en ligne d'ouvrages, articles et autres documents parmi les quelque trois millions de documents enregistrés sur son catalogue collectif Explore.